# Засецкий, Алексей Александрович
Алексе́й Алекса́ндрович Засе́цкий (1717—1784) — русский писатель конца XVIII века, один из первых краеведов Вологды, владелец большой библиотеки и коллекции древностей, капитан-поручик лейб-гвардии.
Его главный труд: «Историческія и топографическія извѣстія по древности о Россіи, и частично о городѣ Вологдѣ и его уѣздѣ и о состояніи онаго по нынѣ, Изъ разныхъ печатныхъ и рукописныхъ Российскихъ и иностранныхъ книгъ съ пріобщеніемъ примѣчаній Собранныя Алексѣемъ Засѣцкимъ в 1777 году. Въ Университетской Типографіи 1780 года.» Эта работа, первая в истории книга о Вологде, была издана в Москве в 1780 и в 1782 (исправленное издание) благодаря участию просветителя, книгоиздателя и масона Н. И. Новикова.
А. А. Засецкий также переложил в стихи «Книгу премудрости Иисуса сына Сирахова» (М., 1777).
Дом Засецких (1790-е годы) — старейшее сохранившееся деревянное здание в Вологде, памятник вологодского деревянного зодчества.
В исповедной ведомости церкви Димитрия Солунского, что в Раменье за 1757 год упоминается «Лейб-гвардии Преображенского полка отставной капитан-порутчик Алексей Александров сын Засецкий — 46, жена его Анна Ивановна — 46» .